# Tara Vaughan
Tara Vaughan (* 28. Dezember 2003 in Wellington) ist eine neuseeländische Kanutin.

## Karriere
Vaughan wurde in Wellington geboren, wuchs aber in North Shore City in der Region Auckland auf. Sie war als Rettungsschwimmerin tätig, als sie mit dem Kanusport begann und 2020 erste Rennen gewann. 2022 gab sie schließlich beim Weltcup in Račice u Štětí ihr internationales Debüt.
Im selben Jahr nahm sie bereits erstmals an Weltmeisterschaften teil: Im kanadischen Dartmouth kam sie mit dem Vierer-Kajak auf Platz fünf ins Ziel. Ein Jahr später gewann sie bei den Weltmeisterschaften in Duisburg mit Lisa Carrington, Alicia Hoskin und Olivia Brett den Titel. Es war der geschlechterübergreifend erste Titel im Vierer-Kajak in Neuseelands Geschichte.
2024 gehörte Vaughan bei den Olympischen Sommerspielen in Paris erneut zum siegreichen Boot im Vierer-Kajak. Die Neuseeländerinnen gewannen zunächst ihren Vorlauf und qualifizierte sich damit direkt für das A-Finale. Dieses beendete Vaughan gemeinsam mit Lisa Carrington, Alicia Hoskin und Olivia Brett in 1:32,20 Minuten als Olympiasiegerinnen, vor dem deutschen Boot, das in 1:32,62 Minuten Zweiter wurde und den in 1:32,93 Minuten drittplatzierten Ungarinnen.
Vaughan studiert an der Auckland University of Technology im Studiengang Sport and Recreation.